# (18502) 1996 PK1
(18502) 1996 PK1 est un astéroïde de la ceinture principale découvert en 1996.

## Description
(18502) 1996 PK1 a été découvert le 11 août 1996 à l'observatoire Palomar, situé au nord de San Diego en Californie, par George R. Viscome.

### Caractéristiques orbitales
L'orbite de cet astéroïde est caractérisée par un demi-grand axe de 2,45 UA, un périhélie de 1,97 UA, une excentricité de 0,19 et une inclinaison de 3,16° par rapport à l'écliptique. Du fait de ces caractéristiques, à savoir un demi-grand axe compris entre 2 et 3,2 UA et un périhélie supérieur à 1,666 UA, il est classé, selon la JPL Small-Body Database, comme objet de la ceinture principale.

### Caractéristiques physiques
(18502) 1996 PK1 a une magnitude absolue (H) de 16,1 et un albédo estimé à 0,326.